# Umbrina galapagorum
Umbrina galapagorum är en fiskart som beskrevs av Steindachner, 1878. Umbrina galapagorum ingår i släktet Umbrina och familjen havsgösfiskar. IUCN kategoriserar arten globalt som sårbar. Inga underarter finns listade i Catalogue of Life.